# Verlengde vierkante piramide
Een verlengde vierkante piramide is in de meetkunde het johnsonlichaam J8. Zoals de naam al aangeeft kan men een verlengde vierkante piramide construeren door een vierkante piramide J1 te verlengen door er aan de vierkante basis een kubus aan toe te voegen.
Er is met verlengde vierkante piramides onder andere een ruimtevulling mogelijk met verder alleen nog viervlakken.
De 92 johnsonlichamen werden in 1966 door Norman Johnson benoemd en beschreven.
- (en)  MathWorld Verlengde vierkante piramide op MathWorld